# Kanton La Motte-du-Caire
Der Kanton La Motte-du-Caire war bis 2015 ein französischer Wahlkreis im Arrondissement Forcalquier, im Département Alpes-de-Haute-Provence und in der Region Provence-Alpes-Côte d’Azur. Er umfasste 13 Gemeinden, Hauptort (frz.: chef-lieu) war La Motte-du-Caire. Die landesweiten Änderungen in der Zusammensetzung der Kantone brachten im März 2015 seine Auflösung. Sein letzter Vertreter im conseil général des Départements war von 2001 bis 2015 Marcel Clément.

## Gemeinden
| Gemeinde          | Einwohner (Stand: 2022) | Code postal | Code Insee |
| ----------------- | ----------------------- | ----------- | ---------- |
| Le Caire          | 77                      | 04250       | 04037      |
| Châteaufort       | 25                      | 04250       | 04050      |
| Clamensane        | 180                     | 04250       | 04057      |
| Claret            | 296                     | 05110       | 04058      |
| Curbans           | 577                     | 05110       | 04066      |
| Melve             | 127                     | 04250       | 04118      |
| La Motte-du-Caire | 544                     | 04250       | 04134      |
| Nibles            | 54                      | 04250       | 04137      |
| Sigoyer           | 101                     | 04200       | 04207      |
| Thèze             | 256                     | 04200       | 04216      |
| Valavoire         | 39                      | 04250       | 04228      |
| Valernes          | 242                     | 04200       | 04231      |
| Vaumeilh          | 268                     | 04200       | 04233      |